# Oliver Emert
Oliver Emert (Los Angeles, 9 dicembre 1902 – Oxnard, 13 agosto 1975) è stato uno scenografo e arredatore di scena statunitense.

## Biografia
Esordì a Hollywood nel 1945 come scenografo di This Love of Ours e da allora lavorò a oltre un centinaio di film fino al 1969. Nel 1963 vinse l'Oscar alla miglior scenografia (bianco e nero) per Il buio oltre la siepe insieme ad Alexander Golitzen ed Henry Bumstead.

## Filmografia parziale
- Singapore, regia di John Brahm (1947)
- Fiesta e sangue (Ride the Pink Horse), regia di Robert Montgomery (1947)
- La città nuda (The Naked City), regia di Jules Dassin (1948)
- Casbah, regia di John Berry (1948)
- La legione dei condannati (Rogues' Regiment), regia di Robert Florey (1948)
- Doppio gioco (Criss Cross), regia di Robert Siodmak (1949)
- Yvonne la francesina (Frenchie), regia di Louis King (1950)
- La gabbia di ferro (Outside the Wall), regia di Crane Wilbur (1950)
- La peccatrice dei mari del Sud (South Sea Sinner), regia di H. Bruce Humberstone (1950)
- Vagabondo a cavallo (Saddle Tramp), regia di Hugo Fregonese (1950)
- Bill il sanguinario (The Kid from Texas), regia di Kurt Neumann (1950)
- Tomahawk - Scure di guerra (Tomahawk), regia di George Sherman (1951)
- Non cedo alla violenza (Cave of Outlaws), regia di William Castle (1951)
- Jeff, lo sceicco ribelle (Flame of Araby), regia di Charles Lamont (1951)
- Kociss, l'eroe indiano (The Battle at Apache Pass), regia di George Sherman (1952)
- Il diario di un condannato (The Lawless Breed), regia di Raoul Walsh (1952)
- L'autocolonna rossa (Red Ball Express), regia di Budd Boetticher (1952)
- Il pirata yankee (Yankee Buccaneer), regia di Frederick de Cordova (1952)
- Il buio oltre la siepe (To Kill a Mockingbird), regia di Robert Mulligan (1962)
- Tobruk, regia di Arthur Hiller (1967)

## Riconoscimenti
- Premio Oscar
  - 1963 - Miglior scenografia (bianco e nero) per Il buio oltre la siepe